# Amorphophallus sizemoreae
Amorphophallus sizemoreae är en kallaväxtart som beskrevs av Wilbert Leonard Anna Hetterscheid. Amorphophallus sizemoreae ingår i släktet Amorphophallus och familjen kallaväxter. Inga underarter finns listade.